# Вуи
Вуи (на френски: Voui; на английски: Vui) е кратерно езеро във вулкана Манаро на остров Амбае, Вануату.

## География
Общата площ е 2,12 км2, максималната дълбочина – 150 м, а обема се оценява на 40 – 50 млн. м3. Средната температура на водата е оценена на 35,7 °C според спътникови инфрачервени снимки. За сравнение температурата на близколежащото езеро Лакуа е с 11,9° по-ниска.
На снимките от 19 ноември 2005 г. е засечена термична аномалия, а на 27 ноември изригване на вулкана създава нов остров в езерото. Островът е с форма, близка до кръг, и има среден диаметър 525 м. Изригването е малко (силата на трусовете е по-слаба от тези през март 1995 г.), но скоковете и спадовете на температурата на водата в езерото са много резки. На 26 януари 2006 г. температурата на водата се нормализира.

## Рискове
По мнението на вулканолозите Манаро се отнася към най-опасните вулкани в света. Това се дължи не само на характеристиките му на активен базалтов вулкан, а и на заемащия кратера му воден басейн.
Заплахата от Вуи при активизирането на Манаро е двояка. От една страна езерото може да прелее извън бреговете си, заливайки всичко по своя път с вода, камъни и кал. От друга страна при срещата на лавата с водата, може да последва силен взрив с непредвидими последици. Средната температура на езерото, нивото на водите му и химичните елементи съдържащи се в тях непрекъснато променят своите показатели в зависимост от степента на активност на вулкана.
Като предмет на сеизмична активност, езерото Вуи е под непрестанно наблюдение от страна на учените. На 3 юни 2006 г. те първи засичат промяната в цвета на водите му от син в ярко червен. Последвалите изследвания ще пояснят дали промяната на цвета на водата се дължи на протичащи химически процеси в нея или е причинена от поредната активизация на вулкана.